# Ben Ahmed
Ben Ahmed (en àrab بن أحمد, Bn Aḥmad; en amazic ⴱⵏ ⵃⵎⴷ) és un municipi de la província de Settat, a la regió de Casablanca-Settat, al Marroc. Segons el cens de 2014 tenia una població total de 33.105 persones. Es troba a 70 kilòmetres al sud-est de Casablanca